# Numerička analiza
Numerička analiza je grana numeričke matematike koja se bavi pronalaženjem i unapređivanjem algoritama za numeričko izračunavanje vrijednosti vezanih uz matematičku analizu, poput numeričkog integriranja, numeričkog deriviranja i numeričkog rješavanja diferencijalnih jednadžbi. Sastavni dio numeričke analize je i ocjenjivanje grešaka metoda (algoritama) i to na dvije razine -- analiza grešaka same metode, te analiza grešaka koje nastaju izvrednjavanjem, a vezane su uz arhitekturu računala.
Potrebe za numeričkim rješavanjem matematičkih problema su višestruke. Kod nekih problema, dokazano je da analitičko rješenje (rješenje zapisano pomoću elementarnih funkcija) ne postoji -- primjerice rješenje integrala {\displaystyle \int e^{x^{2}}\,dx} nemoguće je zapisati pomoću elementarnih funkcija. Pa ipak, određeni integral {\displaystyle \int _{a}^{b}e^{x^{2}}\,dx} predstavlja konkretnu, jedinstveno određenu površinu. Do te vrijednosti, koja ima široku upotrebu npr. u statistici, moguće je doći samo numeričkim metodama. Osim toga, numeričke metode često se koriste za određivanje rješenja matematičkih problema koji bi zbog svoje veličine, kroz standardni postupak rješavanja, predugo trajali -- primjerice, kada je potrebno riješiti sustav od 10 000 jednadžbi s 10 000 nepoznanica. I konačno, numeričke metode su nezaobilazne u aproksimativnom računu, kada se aproksimacijama (i ocjenama pripadnih grešaka) zamjenjuje stvarna vrijednost funkcije do koje je nemoguće ili preteško doći. To su metode poput metode konačnih elemenata ili pak kubičnih splineova kojima se aproksimira ponašanje nepoznate funkcije o kojoj znamo tek konačan broj vrijednosti, najčešće dobivenih mjerenjima.

## Numeričko integriranje
Jedan od najčešćih problema s kojima se susrećemo u numeričkoj analizi je računanje vrijednosti određenog integrala
{\displaystyle \int _{a}^{b}f(x)\,dx}.
Dvije osnovne metode numeričke integracije su proširena trapezna formula i proširena Simpsonova formula.
Kod proširene trapezne formule, interval integracije [a,b] podijeli se u n podintervala uz sljedeću oznaku: a=x0<x1<...<xn=b. U svim se točkama razdiobe izračunaju vrijednosti podintegralne funkcije yi=f(xi), te se nad svakim podintegralom formira trapez spajanjem točaka Ti(xi,yi) i Ti+1(xi+1,yi+1). Tim se trapezom, čija je površina jednaka Pi=(xi+1-xi)(yi+yi+1)/2, aproksimira stvarna površina ispod funkcije f(x) na tom intervalu. Uz uobičajen postupak ekvidistantne razdiobe, tj razdiobe intervala na n jednakih podintervala (kod kojeg je xi+1-xi=(b-a)/n ), te zbrajanjem površina trapeza konstruiranih nad svim intervalima razdiobe dobivamo trapeznu formulu:
{\displaystyle \int _{a}^{b}f(x)\,dx\,\approx \,{\frac {b-a}{2n}}\cdot (y_{0}+2y_{1}+2y_{2}+\ldots +2y_{n-1}+y_{n})}.
Ocjena greške ove numeričke aproksimacije dana je s:
{\displaystyle E(f)={\frac {(b-a)^{3}}{12n^{2}}}|f''(\xi )|},
gdje je ξ neka vrijednost iz intervala [a,b].
Proširena Simpsonova formula, kao i trapezna formula kreće s razdiobom intervala [a,b] na n (ne nužno) jednakih podintervala. No ovoga puta se na svaka dva podintervala, odnosno kroz točke Ti-1(xi-1,yi-1), Ti(xi,yi) i Ti+1(xi+1,yi+1) povlači jedinstveno određena kvadratna funkcija (parabola). Zbog toga kod provođenja Simpsonove formule imamo dodatni zahtjev da je broj podintervala n paran. Računanjem površina ispod tako kontruiranih parabola, te njihovim zbrajanjem dobivamo proširenu Simpsonovu formulu:
{\displaystyle \int _{a}^{b}f(x)\,dx\approx {\frac {b-a}{3n}}{\bigg [}y_{0}+4y_{1}+2y_{2}+4y_{3}y+2y_{4}+\cdots +4y_{n-1}+y_{n}{\bigg ]}}.
Ocjena greške proširene Simpsonove formule dana je izrazom:
{\displaystyle E(f)={\frac {(b-a)^{5}}{180n^{4}}}|f^{(4)}(\xi )|},
gdje je ξ neka vrijednost iz intervala [a,b]. Kako u pravilu parabola bolje aprokisimira nasumične funkcije od pravca, Simpsonova formula u pravilu daje točniji rezultat od trapezne formule.

## Numeričko rješavanje diferencijalnih jednadžbi
U numeričku analizu spadaju i metode kojima se traži numeričko aproksimativno rješenje "Cauchyjevog problema"; diferencijalne jednadžbe sa zadanim početnim uvjetom. Razvijene su metode za numeričko rješavanje običnih, ali i parcijalnih diferencijalnih jednadžbi. Dvije osnovne metode su Eulerova metoda, i familija Runge-Kutta metoda.